# Presepe napoletano

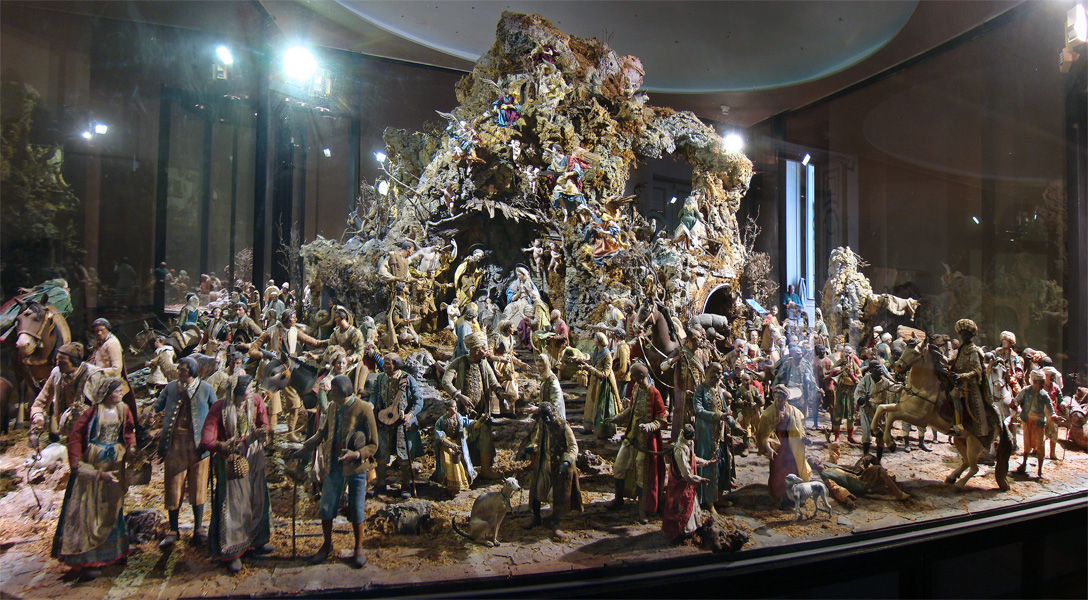
Il presepe napoletano della Reggia di Caserta

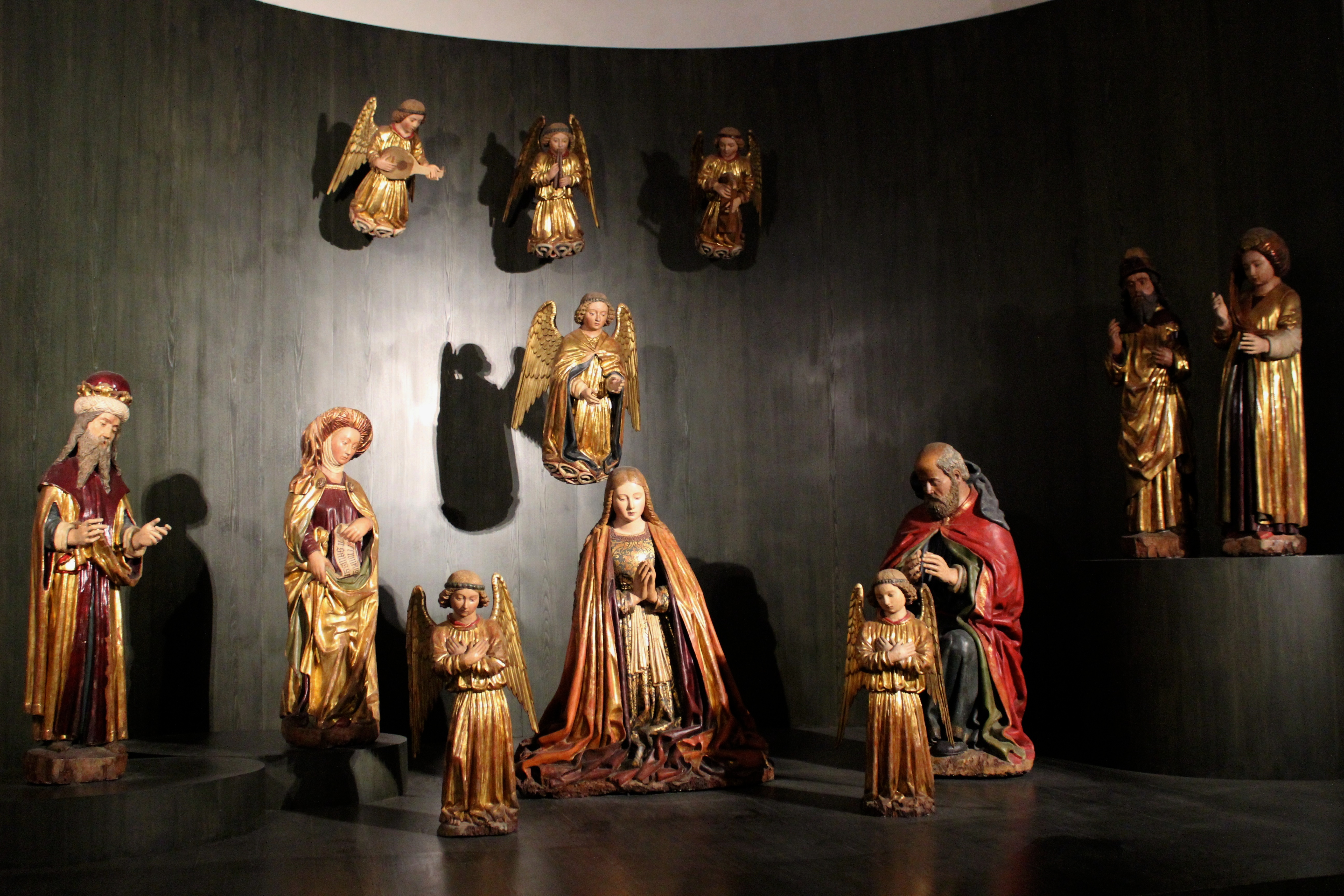
Il presepe di Pietro Alemanno, da San Giovanni a Carbonara

Il presepe napoletano (in napoletano 'o presebbio) è una rappresentazione della nascita di Gesù ambientata tradizionalmente nella Napoli del Settecento.
L'arte presepiale napoletana si è mantenuta tutt'oggi inalterata per secoli, divenendo parte delle tradizioni natalizie più consolidate e seguite della città. Famosa a Napoli, infatti, è la nota via dei presepi (via San Gregorio Armeno) che offre una vetrina di tutto l'artigianato locale riguardante il presepe. Inoltre, numerosi sono i musei cittadini e non (come il museo di San Martino o la reggia di Caserta) nei quali sono esposti storici pezzi o intere scene ambientati durante la nascita di Gesù.

## Origini
La prima menzione di un presepio a Napoli compare in un istrumento, cioè un atto notarile, del 1021, in cui viene citata la chiesa di Santa Maria "ad praesepe" (Luigi Correra, Il presepe a Napoli, fasc. IV, pag. 325, Università degli Studi di Palermo). 
In un testo del 1324 si fa riferimento ad una "cappella del presepe di casa d'Alagni" ad Amalfi (Stefano de Caro et al., Patrimoni intangibili dell'umanità. Il distretto culturale del presepe a Napoli, Guida editore).
Nel 1340 la regina Sancia d'Aragona (moglie di Roberto d'Angiò) regalò alle clarisse un presepe per la loro nuova chiesa, di cui oggi è rimasta la statua della Madonna nel museo nazionale di San Martino.
Uno dei più limpidi esempi di presepe napoletano è dato dalla manifattura in terracotta con pezzi risalenti al XVIII secolo che si trova nella sala Ellittica della Reggia di Caserta. Si tratta dell'allestimento ex novo, compiuto nel 1988, di quello che fu il presepe di Corte. Per la sua realizzazione sono stati utilizzati gli stessi materiali in uso all'epoca.

Nella tradizione di Corte, le figurine erano poste sul cosiddetto scoglio, una struttura di base in sughero sulla quale venivano organizzate scenograficamente le diverse scene della raffigurazione della Natività: l'Annuncio ai pastori, l'Osteria, il viaggio dei Re Magi, le scene corali con pastori e greggi.

I sovrani borbonici fecero allestire l'ultimo loro presepe nella Sala della Racchetta facendo affrescare il soffitto a simulazione della volta celeste.

(Nell'immagine: Particolare del presepe della Reggia di Caserta)
Altri esempi risalgono al 1478, con un presepe di Pietro e Giovanni Alemanno di cui ci sono giunte dodici statue, e la Natività di marmo del 1475 di Antonio Rossellino, visibile a Sant'Anna dei Lombardi.
Nel XV secolo si hanno i primi veri e propri scultori di figure. Tra questi sono da menzionare in particolare i fratelli Giovanni e Pietro Alemanno che nel 1470 crearono le sculture lignee per la rappresentazione della Natività.
Nel 1507 il bergamasco Pietro Belverte scolpì a Napoli 28 statue per i frati della chiesa di San Domenico Maggiore. Per la prima volta il presepio fu ambientato in una grotta di pietre vere, forse venute dalla Palestina, ed arricchito con una taverna.
Nel 1532 secolo registrò delle novità: Domenico Impicciati fu probabilmente il primo a realizzare delle statuine in terracotta ad uso privato. Uno dei personaggi, altra novità, prese le sembianze del committente, il nobile di Sorrento, Matteo Mastrogiudice della corte aragonese.
Nel 1534 arrivò a Napoli san Gaetano Thiene che aveva già dato prova di grande amore per il presepio nella basilica di Santa Maria Maggiore a Roma. L'abilità di Gaetano accrebbe la popolarità del presepio e particolarmente apprezzato fu quello costruito nell'ospedale degli Incurabili. Ed è proprio san Gaetano da Thiene che viene indicato come l'"inventore" del presepe napoletano e come colui che diede inizio alla tradizione di allestire il presepe nelle chiese e nelle case private in occasione del Natale. Si deve ai sacerdoti scolopi, nel primo ventennio del Seicento, il presepio barocco. Le statuine furono sostituite da manichini snodabili di legno, rivestiti di stoffe o di abiti. I primissimi manichini napoletani erano a grandezza umana per poi ridursi attorno ai settanta centimetri. Il presepio più famoso fu realizzato nel 1627 dagli Scolopi alla duchessa. La chiesa degli scolopi lo smontava ogni anno per rimontarlo il Natale successivo: anche questa fu un'innovazione perché fino ad allora i presepi erano fissi.
Nel 1640, grazie a Michele Perrone, i manichini conservarono testa ed arti di legno, ma furono realizzati con un'anima in filo di ferro rivestito di stoppa che consentì alle statue di assumere pose più plastiche. Verso la fine del Seicento nacque la teatralità del presepio napoletano, arricchita dalla tendenza a mescolare il sacro con il profano, a rappresentare in ogni arte la quotidianità che animava piazzette, vie e vicoli. Apparvero nel presepio statue di personaggi del popolo come i nani, le donne con il gozzo, i pezzenti, i tavernari, gli osti, i ciabattini, ovvero la rappresentazione degli umili e dei derelitti: le persone tra le quali Gesù nasce. Particolarmente significativa fu l'aggiunta dei resti di templi greci e romani per sottolineare il trionfo del cristianesimo sorto sulle rovine del paganesimo, secondo un'iconografia già ben radicata in pittura.
Nel Settecento il presepio napoletano visse la sua stagione d'oro, uscendo dalle chiese dove era oggetto di devozione religiosa per entrare nelle dimore dell'aristocrazia. Nobili e ricchi borghesi gareggiarono per allestire impianti scenografici sempre più ricercati. Giuseppe Sanmartino, forse il più grande scultore napoletano del Settecento, fu abilissimo a plasmare figure in terracotta e diede inizio ad una vera scuola di artisti del presepio.
La scena si sposta sempre più al di fuori del gruppo della sacra famiglia e più laicamente s'interessa dei pastori, dei venditori ambulanti, dei re Magi, dell'anatomia degli animali. Benché Luigi Vanvitelli definì l'arte presepiale "una ragazzata", tutti i grandi scultori dell'epoca si cimentarono in essa fino all'Ottocento inoltrato.
Goethe descrive il presepe italiano nel suo Viaggio in Italia del 1787:

## L'età d'oro
(Luca Cupiello, rivolgendosi al figlio Tommasino che non vuole alzarsi dal letto la mattina della vigilia di Natale, in Natale in casa Cupiello, di Eduardo De Filippo)
Nel Seicento il presepe allargò il suo scenario. Non venne più rappresentata la sola grotta della Natività, ma anche il mondo profano esterno: in puro gusto barocco, si diffusero le rappresentazioni delle taverne con ben esposte le carni fresche e i cesti di frutta e verdura e le scene divennero sfarzose e particolareggiate (Michele Perrone fu tra gli artisti principali in questo campo), mentre i personaggi si fecero più piccoli: manichini in legno o in cartapesta saranno preferiti anche nel Settecento.
Il secolo d'oro del presepe napoletano è il Settecento, quando regnò Carlo III di Borbone. Per merito della fioritura artistica e culturale in quel periodo anche i pastori cambiarono il loro sembiante. I committenti non erano più solo gli ordini religiosi, ma anche i ricchi e i nobili.
Una delle collezioni più ricche e più grandi di presepi nel mondo si trova nel Museo Nazionale Bavarese (Bayerisches Nationalmuseum) a Monaco di Baviera. La maggior parte della collezione è arrivata al museo dalla collezione privata di Max Schmederer.
Ma il Museo della Certosa di San Martino è certamente il punto di riferimento per gli studi sul presepe Napoletano, oltre ai ricchi presepi ancora conservati integri a Napoli e altrove. Forse il più celebre e acclamato esempio di presepe napoletano è il presepe Cuciniello realizzato tra il 1887 e il 1889 ed esposto a San Martino; un altro celeberrimo, esposto talvolta a palazzo reale, è il Presepe del Banco di Napoli che possiede anche statuine realizzate nel Settecento da Lorenzo Mosca.

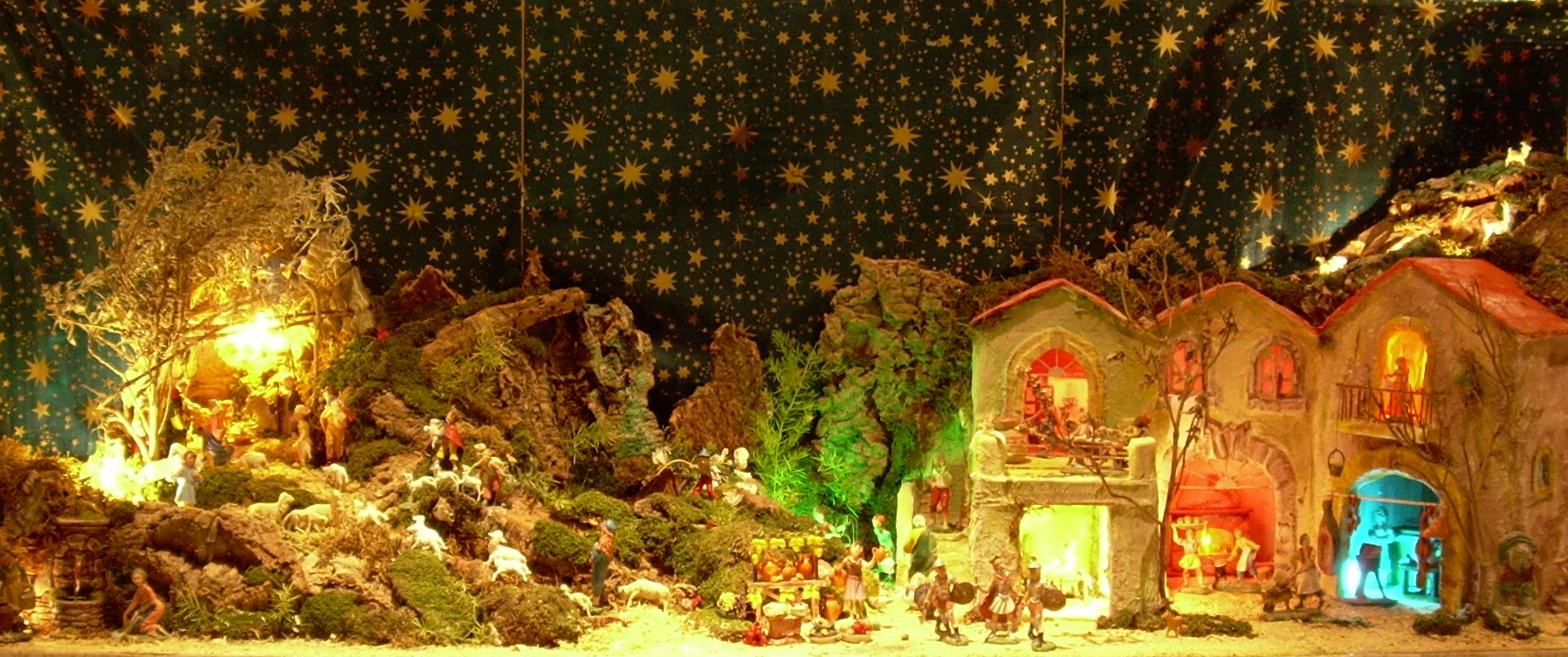
Un presepe allestito in una casa napoletana

Nel Novecento questa tradizione è gradualmente scomparsa, ma oggi grandi presepi vengono regolarmente allestiti in tutte le principali chiese del capoluogo campano e molti napoletani lo allestiscono ancora nelle proprie case.

## Simbologia del presepe napoletano

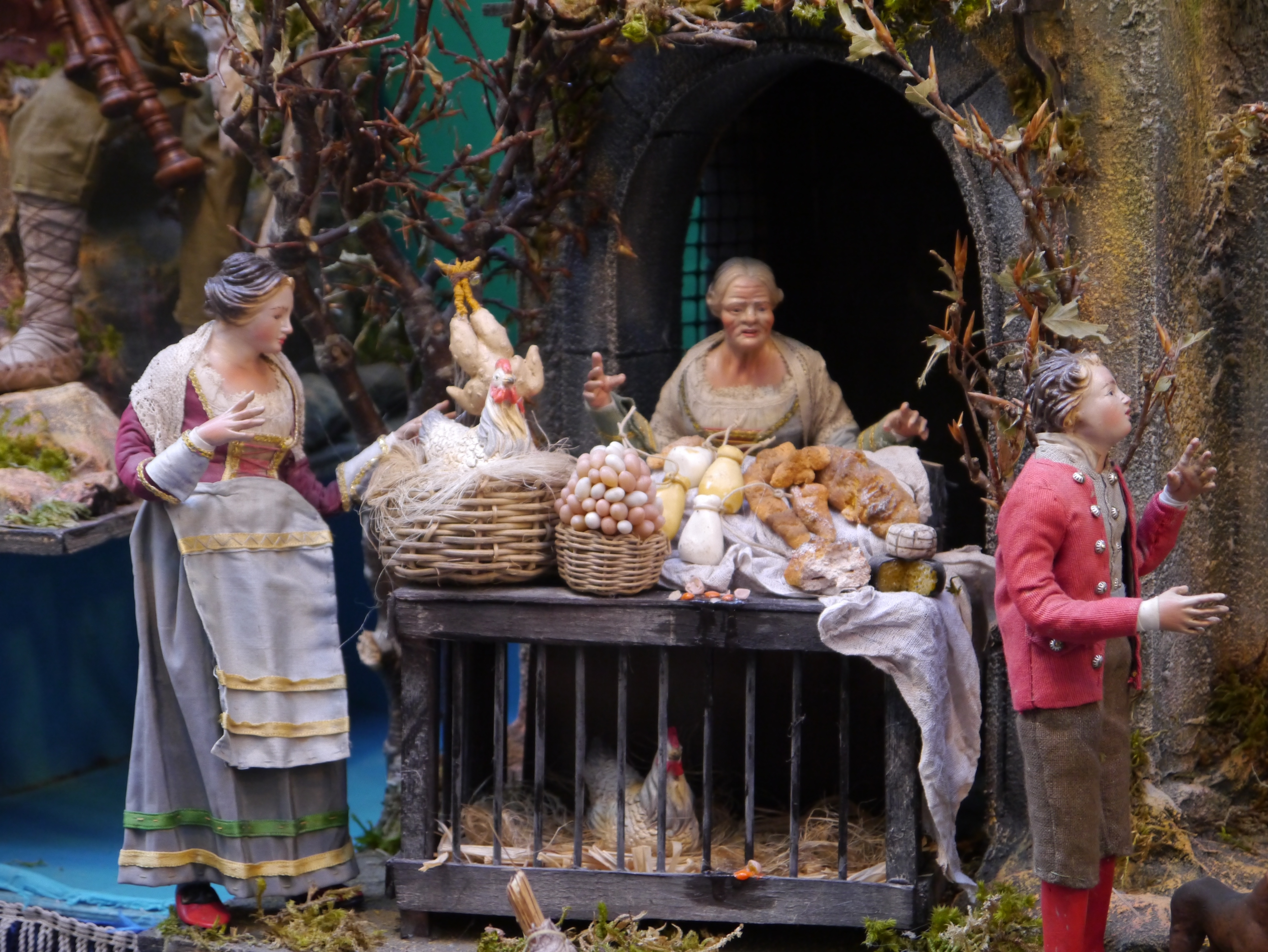
La venditrice di uova

### Personaggi tipici
Benino o Benito : Questa figura è un riferimento a quanto affermato nelle Sacre Scritture: «E gli angeli diedero l'annunzio ai pastori dormienti». Il risveglio è considerato inoltre come rinascita. Infine Benino o Benito, nella tradizione napoletana, è anche colui che sogna il presepe e - sempre nella tradizione napoletana - guai a svegliarlo: di colpo il presepe sparirebbe.
La lavandaia: Le lavandaie nel presepe, oltre a testimoniare la nascita terrena del Salvatore, simboleggiano anche la verginità di Maria. Secondo la tradizione allegorica, dopo aver lavato il neonato, stendono i panni e le coperte usate durante il parto, che, pur essendo stati utilizzati, risultano immacolati, rappresentando così la purezza incontaminata di Maria. Nel presepe italiano, in particolare quello napoletano, questa figura ha grande rilevanza, poiché evoca le levatrici che presero parte al miracolo della nascita di Gesù e alla purezza della Vergine. Insieme alle figure del cacciatore, simbolo della morte e dell'ascesa al cielo, e del pescatore, che rappresenta la vita e l'inferno, le lavandaie completano una rappresentazione complessa e simbolica.
Il vinaio e Cicci Bacco: Il percorso del presepe napoletano è anche rappresentazione della “rivoluzione religiosa” che avverrà con la morte del Messia. Difatti il vino e il pane, saranno i doni con i quali Gesù istituirà l'eucaristia, diffondendo il messaggio di morte e resurrezione al Regno dei Cieli. Ma contrapposto a ciò, c'è la figura di Cicci Bacco, retaggio delle antiche divinità pagane, dio del vino, che si presenta spesso davanti alla cantina con un fiasco in mano. A Napoli è conosciuto come Ciccibacco 'ncoppa a' votte (Ciccibacco sulla botte) e guida un carro che è trainato da uno o due buoi.
Il pescatore: è simbolicamente il pescatore di anime. Il pesce fu il primo simbolo dei cristiani perseguitati dall'Impero Romano. Infatti l'aniconismo, cioè il divieto di raffigurare Dio, applicato fino al III secolo, comportò la necessità di usare dei simboli per alludere alla Divinità. Tra questi c'era il pesce, il cui nome greco (ichthys) era acronimo di « 'Ιησοῦς Χριστός Θεoῦ Υιός Σωτήρ (Iesùs CHristòs THeù HYiòs Sotèr) » cioè "Gesù Cristo Figlio di Dio e Salvatore".
I due compari: i due compari, zi' Vicienzo e zi' Pascale, sono la personificazione del Carnevale e della Morte. Infatti al cimitero delle Fontanelle in Napoli si mostrava un cranio indicato come “A Capa 'e zi' Pascale” al quale si attribuivano poteri profetici, tanto che le persone lo interpellavano per chiedere consigli sui numeri da giocare al lotto.
Il monaco: viene letto in chiave dissacrante, come simbolo di un'unione tra sacro e profano che si realizza nel presepe napoletano.
La zingara: è una giovane donna, con vesti rotte ma appariscenti. La zingara è un personaggio tradizionalmente in grado di predire il futuro. Varie sono le interpretazioni su questa figura. Alcuni vedono la sua presenza come simbolo del dramma di Cristo poiché porta con sé un cesto di arnesi di ferro, metallo usato per forgiare i chiodi della crocifissioni, perciò segno di sventura e dolore. Molto più spesso, invece, la zingara del presepe è raffigurata con un bimbo in braccio, simbolo quindi anche della maternità e non necessariamente di sventura e dolore. È anche sicuramente erede della figura della Sibilla Cumana.
Stefania: È una giovane vergine che, quando nacque il Redentore, si incamminò verso la Natività per adorarlo. Bloccata dagli angeli che vietavano alle donne non sposate di visitare la Madonna, Stefania prese una pietra, l'avvolse nelle fasce, si finse madre e, ingannando gli angeli, riuscì ad arrivare al cospetto di Gesù il giorno successivo. Alla presenza di Maria, si compì un miracoloso prodigio: la pietra starnutì e divenne bambino, Santo Stefano, il cui compleanno si festeggia il 26 dicembre.
La meretrice: Simbolo erotico per eccellenza, contrapposto alla purezza della Vergine, si colloca nelle vicinanze dell'osteria, in contrapposizione alla Natività che è alle spalle.
I re magi: Rappresentano il viaggio notturno della stella cometa che si congiunge con la nascita del nuovo “sole-bambino”. In questo senso va interpretata la tradizione cristiana secondo la quale essi si mossero da oriente, che è il punto di partenza del sole, come è chiaro anche dall'immagine del crepuscolo che si scorge tra le volte degli edifici arabi. In origine rappresentati in groppa a tre diversi animali, il cavallo, il dromedario e l'elefante che rappresentano rispettivamente l'Europa, l'Africa e l'Asia.
La parola magi è il plurale di mago, ma per evitare ambiguità si usa dire magio. Si trattava di sapienti con poteri regali e sacerdotali. Il Vangelo non parla del loro numero, che la tradizione ha fissato a tre, in base ai loro doni, oro, incenso, mirra, cui è stato poi assegnato un significato simbolico. Le soluzioni estetiche adottate per il posizionamento dei Magi sulla scena sono molteplici, spesso originali ma tutte artisticamente valide.
I venditori: uno per ogni mese dell'anno: Gennaio macellaio o salumiere; Febbraio venditore di ricotta e formaggio; Marzo pollivendolo e venditore di uccelli; Aprile venditore di uova; Maggio rappresentato da una coppia di sposi recanti un cesto di ciliegie e di frutta; Giugno panettiere o farinaro; Luglio venditore di pomodori; Agosto venditore di cocomeri; Settembre venditore di fichi o seminatore; Ottobre vinaio o cacciatore; Novembre venditore di castagne; Dicembre pescivendolo o pescatore.

### Luoghi
Il mercato: Nel presepe napoletano del '700 le varie attività lavorative rappresentano come in un'istantanea i principali commerci che si svolgono lungo tutto l'anno. Quindi è possibile interpretare arti e mestieri come personificazioni dei mesi seguendo questo schema:
- gennaio: macellaio o salumiere
- febbraio: venditore di ricotta e formaggio
- marzo: pollivendolo
- aprile: venditore di uova
- maggio: una donna che vende ciliegie
- giugno: panettiere
- luglio: venditore di pomodori
- agosto: venditore di cocomeri
- settembre: contadino o seminatore
- ottobre: vinaio
- novembre: venditore di castagne
- dicembre: pescivendolo

Il ponte: chiaro simbolo di passaggio ed è collegato alla magia. Alcune favole napoletane raccontano di tre bambini uccisi e seppelliti nelle fondamenta del ponte allo scopo di tenere magicamente salde le arcate. Rappresenta quindi un passaggio tra il mondo dei vivi e quello dei morti.
Il forno: evidente richiamo alla nuova dottrina cristiana che vede nel pane e nel vino i propri fondamenti, nel momento dell'eucaristia, oltre a rappresentare un mestiere tipicamente popolare.
Chiesa, crocifisso: La presenza di una chiesa, come anche del crocifisso, testimonia l'anacronisticità del presepe napoletano che è ambientato nel '700.
L'osteria: Riconduce, in primo luogo, ai rischi del viaggiare. Di contrasto, proprio perché i Vangeli narrano del rifiuto delle osterie e delle locande di dare ospitalità alla Sacra Famiglia, il dissacrante banchetto che vi si svolge è simbolo delle cattiverie del mondo che la nascita di Gesù viene ad illuminare.
Il fiume: L'acqua che scorre è un simbolo presente in tutte le mitologie legate alla morte e alla nascita divina. Nel caso della religione cristiana, essa richiama al liquido del feto materno ma, allo stesso tempo, all'Acheronte, il fiume degli inferi su cui vengono traghettati i dannati.
Il pozzo: collegamento tra la superficie e le acque sotterranee, la sua storia è ricca di aneddoti e superstizioni, che ne fanno un luogo di paura. Una su tutte, quella per la quale un tempo ci si guardava bene dall'attingere acqua nella notte di Natale: si credeva che quell'acqua contenesse spiriti diabolici capaci di possedere la persona che l'avesse bevuta.

## Il presepe oggi

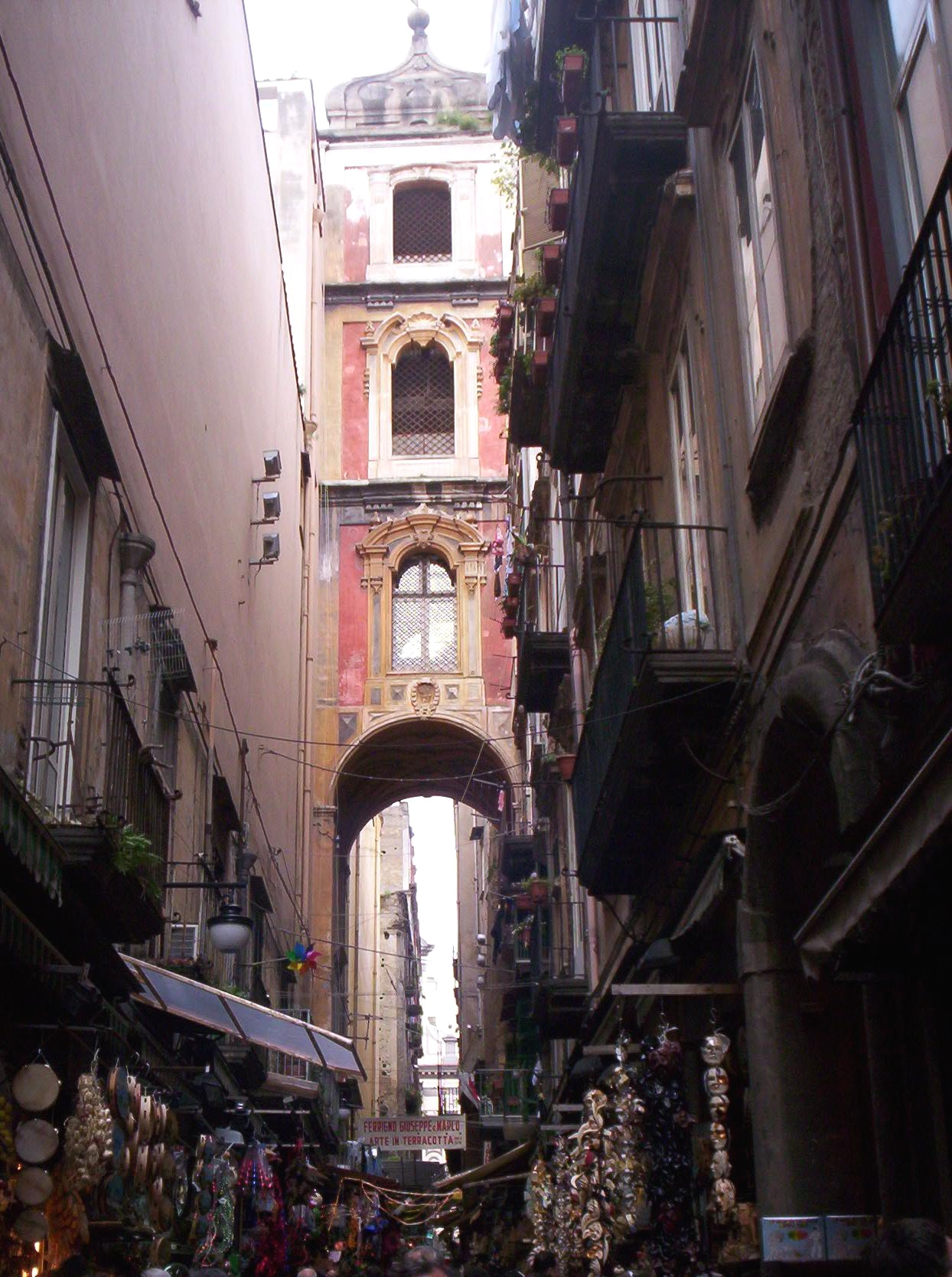
San Gregorio Armeno

La vera portata e il lascito culturale del presepe napoletano risiedono nel realismo delle sue rappresentazioni. Non è più solo un simbolo religioso, ma uno strumento descrittivo, identificativo e unificante della comunità di appartenenza, nella sua dettagliata composizione. Si potrebbe forse dire che il presepe napoletano è stato e rimane un veicolo di identificazione della "gens napoletana" e l'antesignano di quel realismo che ha caratterizzato le rappresentazioni teatrali e le produzioni cinematografiche napoletane.
Oggi alcuni pastorai producono anche pastori che rispecchiano le personalità dei nostri tempi. Lungo via San Gregorio Armeno sono presenti mostre permanenti e negozi artigiani che permettono di comprare oltre alle classiche statuette, pastori raffiguranti personaggi moderni come ad esempio Totò, Pulcinella o personalità della politica.
In molti luoghi della Campania ci sono associazioni e gruppi di persone che ogni anno ripetono il rituale: agli inizi di novembre danno l'avvio alla costruzione di presepi all'aperto che invitano a visitarli durante una passeggiata. Esistono anche esposizioni che vengono allestite proprio in quel periodo.
Inoltre, al giorno d'oggi, il presepe "classico" partenopeo si è evoluto: sono sempre più frequenti le notizie di nuovi e giovani artisti che hanno modernizzato l'arte presepiale, creando presepi sempre nuovi ed originali, presepi in miniatura, presepi all'interno di lampadine, presepi all'interno di una cozza, di una rosa essiccata e addirittura all'interno di una lenticchia e su una testa di spillo (ad opera del maestro d'arte Aldo Caliro) realizzando così il presepe più piccolo al mondo.

## Riferimenti al presepe napoletano nell'arte
Il presepe napoletano ha influenzato diverse realizzazioni artistiche, tra le quali:

### Cinema
- Opopomoz di Enzo D'Alò (2003)
- Così parlò Bellavista di Luciano De Crescenzo (1984)

### Teatro
- Natale in casa Cupiello di Eduardo De Filippo

### Televisione
- La cantata dei pastori di Nicola Barile
- Dio non è solo (TV2000)